# روبرت إل. موريس
روبرت إل. موريس (بالإنجليزية: Robert L. Morris)‏ هو عالم نفس أمريكي، ولد في 9 يوليو 1942 في كانونسبرغ في الولايات المتحدة، وتوفي في 12 أغسطس 2004 في إدنبرة في المملكة المتحدة.